# Palácio Presidencial de São Tomé e Príncipe

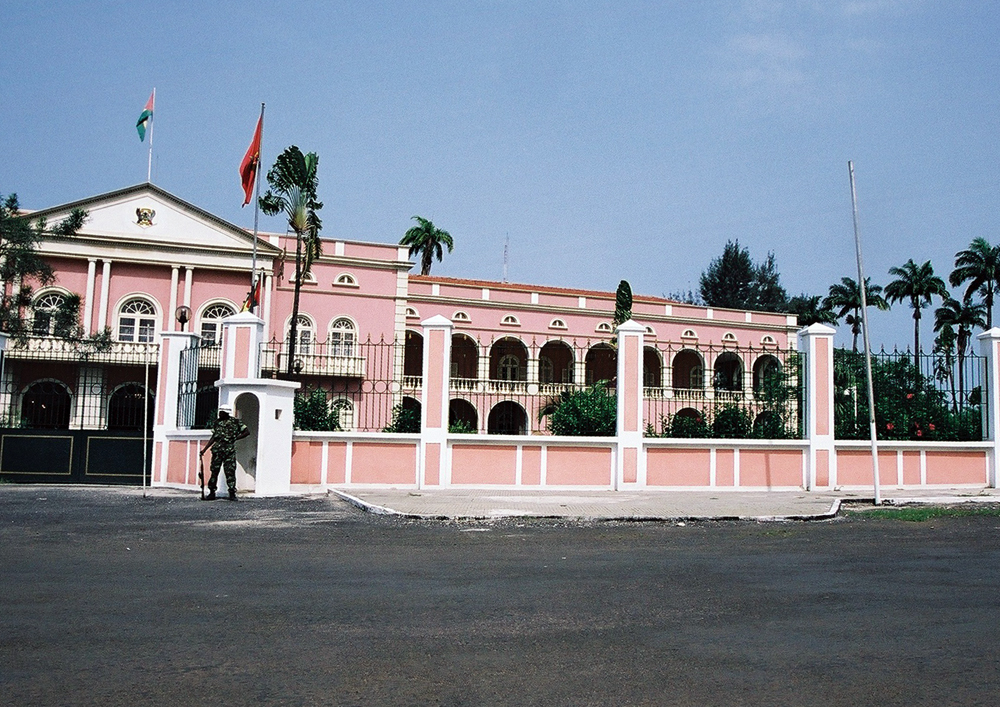
Palácio Presidencial de São Tomé e Príncipe

Der Palácio Presidencial de São Tomé e Príncipe (auch: Palácio do Povo – Palast des Volkes, en.: Presidential Palace of São Tomé e Príncipe) ist die offizielle Residenz des Präsidenten der Republik São Tomé und Príncipe. Er steht in der Hauptstadt São Tomé.
Das Gebäude aus dem 19. Jahrhundert ist im Portugiesischen Kolonialstil ausgeführt und diente früher als Residenz des Gouverneurs der portugiesischen Kolonie (Província Ultramarina de São Tomé e Príncipe) bis 1975, als das Land seine Unabhängigkeit errang. Heute ist das Gebäude mit seinem historischen Namen Palácio do Governo de São Tomé unter der Nummer IPA.00030493 (ehemals ST910101000007) in der portugiesischen Denkmalliste SIPA eingetragen.

## Architektur
Der Palácio ist ein großes, L-förmiges Anwesen in einem großen Garten. Er hat zwei Stockwerke und fällt auf durch seine rosé-pinke Fassade mit einfachen neoklassischen Elementen. Der Park ist mit einem hohen Eisenzaun mit ebenfalls pinken Betonpfeilern abgegrenzt.

## Lage
Der Palast steht an der Praça do Povo (Platz des Volkes) zwischen der Avenida da Independência und der Avenida 12 de Julho mit der Hauptfassade an der Rua de St. António do Príncipe. In der Nähe steht die Catedral de Nossa Senhora da Graça und nur einen Häuserblock entfernt ist die Baía de Ana Chaves.

## Bau
Die genaue Bauzeit ist unbekannt. An der Stelle befand sich ursprünglich der Torre do Capitão (Turm des Kapitan), welchen Álvaro de Caminha, ein früher Regent der Kolonie, zwischen 1492 und 1493 errichten ließ. Der Turm verfiel und Cunha Matos beschreibt 1835 ein Regierungsgebäude an der Stelle; er schreibt, dass der Palast weitläufig, aber kaum möbliert sei. Ein Gebäude erscheint in einer Zeichnung der Stelle von 1844, welches zu Cunha Matos Beschreibung passt, aber anders aussieht wie der derzeitige Palast. Der heutige Bau erscheint erstmals in einer Fotografie von 1885. João Sousa Morais und Joana Bastos Malheiro, Bauforscher von São Tomé und Príncipe, nehmen an, dass das heutige Gebäude in dieser Zwischenzeit errichtet wurde.
Das Gebäude war ursprünglich als Palácio do Governo de São Tomé (Palast des Gouverneurs von São Tomé) bekannt, oder als Palácio do Governo und war eines der wenigen Gebäude in der Kolonie, welches Ende des 18. Jahrhunderts in bewohnbare Zustand war. Es wurde als Mansion (Landhaus) in einem einfachen klassizistischen Stil aufgeführt, welcher typisch für die portugiesischen Überseegebiete ist.

## Renovierung
Das Gebäude wurde in der Ära des portugiesischen Estado Novo ausgebaut. Das portugiesische Stadtplanungs-Committee für die Überseegebiete (Gabinete de Urbanização do Ultramar, GUU) führte Stadtentwicklung, sowie den Bau von Denkmälern und Wohnungsbau durch um den portugiesischen Staat in alle Kolonien zu stärken. Eines der Projekte war eine Vergrößerung des Palácio do Governo. Eurico Pinto Lopes, ein portugiesischer Architekt, überwachte die Renovierung des Palasts 1954. Die Ergänzung von neoklassischen Bauelementen, unter anderem Fensterornamente, Säulen an den Längsseiten des Gebäudes und eines repräsentativen Treppenhauses am Eingang, sollten dem „Gebäude monumentalen Charakter verleihen“ („to give monumentality to the building“).
1962 erhielt das Gebäude eine Mauerumfassung, entworfen von Architekt Júlio Naya.

## Zugang
Der Palast ist nicht öffentlich zugänglich und Fotografieren des Gebäudes ist ebenfalls nicht erlaubt.